# Счёт на оплату
Счёт на оплату — документ, содержащий платежные реквизиты получателя (продавца), по которым плательщик (покупатель) осуществляет перевод денежных средств за перечисленные в счете товары, работы или услуги.  

## Назначение в России

### Определение
В соответствии с Федеральным законом от 06.12.2011 N 402-ФЗ «О бухгалтерском учете», счет на оплату не является первичным документом. Счет на оплату — эта оферта при заключении договора, когда договор, как отдельный специализированный документ, отсутствует. Счет при перечислении в нем всех существенных условий сделки — оферта в соответствии со ст. 435 Гражданского кодекса РФ. Оплата по счету — акцепт оферты в соответствии с пунктом 3 ст. 438 ГК РФ. Счет, имеющий признаки оферты, после своей оплаты становится документом, свидетельствующим о заключении сделки между сторонами даже при отсутствии договора как отдельно оформленного документа (в силу п. 3 ст. 434 ГК РФ).

### Форма счёта
Утверждённой унифицированной формы счёта на оплату товаров и услуг не существует. Форма может быть любая, на усмотрение компании. Очевидна необходимость наличия в счёте банковских реквизитов продавца, наименования оплачиваемых товаров, работ или услуг с указанием их количества и стоимости.
При отсутствии договора в виде отдельно оформленного документа, текст счёта должен содержать все существенные условия сделки, чтобы стать полноценной офертой.

### Обязательные реквизиты
Поскольку сам факт выставления счета на оплату еще не является событием, способным оказать влияние на финансовое положение организации, в том числе и на движение денежных средств (ведь он может быть не оплачен, или перевыставлен), то к счетам не применяются требования, указанные в п. 2 ст. 9 Закона N 402-ФЗ к перечню обязательных реквизитов первичного документа.
Оформление данного документа входит в обычаи делового оборота в Российской Федерации. Как правило, указанный документ оформляется на собственном бланке с указанием реквизитов поставщика, а покупатель на основании счета производит оплату.

### НДС в счёте
В силу Главы 21 НК РФ налогоплательщик обязан к стоимости товаров (работ, услуг) начислить НДС и предъявить его к оплате покупателю (заказчику). Исходя из этого, в соответствии с п. 4 ст. 168 НК РФ в счёте необходимо указывать отдельной строкой сумму НДС, подлежащую перечислению (например, «В том числе НДС» или «Без НДС» в случае, например, если организация не является плательщиком НДС).

### Дополнительные реквизиты
Дополнительно в счёте можно указать и добавить:
- номер и дату составления счёта (плательщик сможет указать номер и дату счёта в наименование платежа, а получатель - без труда распознать, за что поступили денежные средства);
- основание счёта (указывается, за что выставлен счёт - за товары, работы или услуги. Например, «За расходные материалы», «За оргтехнику» и т. д.);
- адрес и почтовый индекс продавца;
- телефон и факс продавца;
- реквизиты продавца (наименование, ИНН, КПП, банковские реквизиты, адрес, телефон, факс);
- логотип компании (является атрибутом украшения и выделяет такой счёт среди других);
- другие условия и пояснения, которые продавец сочтет важными указать, например, срок действия счёта, условия оплаты, срок поставки товара, условия оказания услуг и другие важные пояснения.
- подпись руководителя и бухгалтера и печать компании являются не обязательными.